# جون فيشر (كاتب أمريكي)
جون فيشر (بالإنجليزية: Jon Fisher)‏ هو رائد أعمال وكاتب واقتصادي أمريكي، ولد في 19 يناير 1972 في ستانفورد في الولايات المتحدة.